# Pulau Marampit
Pulau Marampit är en ö i Indonesien.   Den ligger i provinsen Sulawesi Utara, i den nordöstra delen av landet, 2 600 km nordost om huvudstaden Jakarta. Arean är 15,5 kvadratkilometer.
Terrängen på Pulau Marampit är platt. Öns högsta punkt är 148 meter över havet. Den sträcker sig 5,4 kilometer i nord-sydlig riktning, och 4,1 kilometer i öst-västlig riktning.